# Мајсторов палац
„Мајсторов палац” (енгл. „The Adventure of the Engineer's Thumb”) једна је од 56 кратких прича о Шерлоку Холмсу Артура Конана Дојла. Девета је по реду од 12 прича из збирке Авантуре Шерлока Холмса. Први пут је објављена у марту 1892. у часопису Стренд.

## Радња
На почетку приче доктор Вотсон напомиње да је ово један од свега два случаја за који је он лично скренуо пажњу Шерлоку Холмсу; други је био о „лудилу пуковника Ворбертона”.
Прича почиње кад млади лондонски инжењер хидраулике, Виктор Хатерли, долази доктору Вотсону да би му превио рану коју је задобио кад му је одсјечен палац. Док му Вотсон превија рану, Хатерли му говори о необичним догађањима претходне ноћи који су заправо довели до тога да је изгубио палац. Након што Вотсон препоручи Холмсу овај случај, Хатерли му препричава причу.
Хатерлија је у канцеларији посјетио човјек који се представио као пуковник Лисандар Старк. Човјек му је понудио новац да прегледа хидрауличну пресу на једном сеоском имању. Старк је од Хатерлија затражио да све о послу држи у тајности, понудивши му 50 гвинеја (ово је била огромна сума новца у то вријеме; данас вриједи више од 4.000 £). Хатерлију се чинило да је, упркос својим недостацима, био приморан да прихвати овај посао јер је тек отворио нову канцеларију и имао је баш мало посла.
Стигавши на перон у касне ноћне сате, Хатерлија је дочекао пуковник Старк. Дуго су се возили у кочији са замагљеним стаклима према кући у којој се налазила машина коју је требало да прегледа. (Мањи детаљ који ваља споменути јесте да је кућа заправо била врло близу перона; Холмс је схватио да је кочија ишла „шест [миља] напријед и шест назад” како Хатерли не би знао гдје се кућа тачно налази.) Пошто је Хатерли и даље био опчињен с оних 50 гвинеја, није се уплашио кад га је жена код куће упозорила да бјежи. Донесена му је преса и даје приједлоге шта треба да се поправи. Тада одлучује да детаљније прегледа пресу. Кад открије да је преса прекривена „необичним металним талогом”, потврђује своје сумње да се преса заправо не користи у обичајене сврхе. Кад Старка суочи с овом спознајом, он га покуша убити. Једва успијева да избјегне смрт кад Старк укључи машину и, уз женину помоћ, успијева побјећи. Са свирепим Старком за петама, Хатерли бива приморан да скочи с прозора на другом спрату, али му притом Старк одсијеца палац месарским ножем. Хатерли преживљава пад с другог спрата, али се онесвијести у грму ружа испред куће и долази свијести неколико сати касније покрај живице близу перона.
Холмс тад повезује све чињенице и закључује да су Старк и његови помоћници кривотвориоци новца, али они, Вотсон и полиција прекасно стижу на локацију: кућа је већ изгорјела, а криминалци су побјегли. Иронично, пресу је уништила Хатерлијева лампа, од које су се машина, па затим и сама кућа запалили, мада су криминалци успјели да побјегну с неколико „гломазних кутија”, вјероватно пуних кривотвореног новца.
Ово је један од неколико случајева у којима Холмс не успијева ухватити криминалце. (Други случајеви су: „Пет сјеменки наранџе”, „Преводилац са грчког” и Баскервилски пас, мада у њима криминалци дочекају праву дјеловањем природе.)

## Други медији
Прича је адаптована за епизоду ТВ серије Шерлок Холмс из 1954, у којој су главне улоге тумачили Роналд Хауард (Холмс) и Хауард Марион Крофорд (Вотсон). Епизода се звала „Мајсторова ципела” (енгл. „The Case of the Shoeless Engineer”), а прича је промијењена тако да инжењер умјесто палца изгуби ципелу, а Старка и његове помоћнике, уз Холмсову помоћ, успије да ухапси Лестрад.
Прича је адаптована и за дио совјетског серијала Авантуре Шерлока Холмса и доктора Вотсона (рус. Приключения Шерлока Холмса и доктора Ватсона) под насловом 20. вијек долази (рус. Двадцатый век начинается). Ту се појављује криминалац Едуардо Лукас из приче „Друга мрља”, а банда се бави економским колапсом Њемачког царства. Након што чује детање, Холмсов брат, Мајкрофт Холмс, наређује да се изједначи штета кривотворењем истог износа њемачког новца.